# 米哈伊尔·弗里诺夫斯基

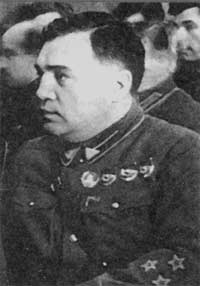
米哈伊尔·弗里诺夫斯基

米哈伊尔·彼得洛维奇·弗里诺夫斯基（俄语：Михаил Петрович Фриновский，1898年1月—1940年2月4日），苏联军官、特务，他是内务人民委员部副委员，为叶若夫的副手和亲信，大清洗中叶若夫失势后，同叶若夫一起被史達林下令處決。

## 生平
弗里诺夫斯基出生在奔萨州的一个小村庄，原先是一名教师。1916年自愿入伍。1918年加入苏联共产党。1919年进入契卡工作，侦破了许多乌克兰的反布尔什维克案件，逐渐获得提升。1921年，他成为乌克兰的契卡高官。
1927年被调回莫斯科工作。1927年，完成在伏龙芝军事学院的高级军官课程。1930年，担任阿塞拜疆国家政治保卫局主席。1934年，成为内务人民委员部副委员，参与苏联入侵新疆的军事行动。雅戈达失势后，他被任命为秘密警察的领导，为叶若夫的副手。此后，他与叶若夫的关系变得日益亲密，成为叶若夫的政治盟友。弗里诺夫斯基经常未经法官授权签发逮捕令。
1938年9月，斯大林为了削弱叶若夫的势力，将他调任海军人民委员。弗里诺夫斯基的势力被连根拔起，被迫在遥远的各地旅行，并受到监视。1939年4月6日，弗里诺夫斯基被捕审判。他被控以“参加内务人民委员部的阴谋”，于翌年2月4日与叶若夫一起在莫斯科被处决。